# Gli angeli neri
Gli angeli neri (Les anges noirs) è un romanzo di François Mauriac, pubblicato a Parigi nel 1936.
È stato tradotto in olandese, giapponese, danese, inglese, estone, spagnolo, turco, polacco, tedesco, neogreco, ungherese, ceco, oltre che in italiano.

## Trama
Prologo - Gabriele scrive una sua confessione, con l'intenzione di inoltrarla all'abate Forcas. Parla di come, sin da piccolo, imparò a sfruttare il suo fascino per manipolare quanti gli stavano vicino. Non ha fatto la guerra (Prima guerra mondiale), perché riformato; così ha approfittato del periodo bellico per compiere azioni di mercato nero che lo hanno arricchito. E con la complicità di una donna di nome Alina si è dato ad altre azioni illecite, ma la donna lo ha ricattato per tutti gli anni seguenti. Parla anche del suo matrimonio con la maggiore delle due cugine Du Buch, Adila, e del matrimonio-ritorsione dell'altra cugina, Matilde. Negli anni, il marito di Matilde ha approfittato del continuo bisogno di denaro di Gabriele: gli ha comprato palmo a palmo tutte le terre che egli possedeva. Infine Gabriele, nella sua confessione, accenna a un delitto che dovrebbe cancellare tutti gli altri.
Capitoli I-XIX. - Gabriele è arrivato da Parigi a Liogéats, dove risiedono tutti i suoi familiari: il figlio Andrea, Matilde col marito e la figlia. Si tratta di compiere l'ultima transazione che porterebbe nelle mani di Sinforiano (marito di Matilde) quel che resta dei beni, in questo caso del giovane Andrea. Così Gabriele viene a conoscenza dell'esistenza del giovane parroco e della sorella di lui, Tota. Viene anche a sapere che suo figlio Andrea si è preso una sbandata per questa donna.
L'idea di Sinforiano è di far sposare la propria figlia con Andrea, ma la fanciulla sembra rifiutare il matrimonio. Quanto ad Andrea, egli è ossessionato dall'amore per Tota. Inoltre egli non rifiuta mai denaro al padre, benché i parenti abbiano fatto ogni cosa per staccare i due, considerando (a ragione) Gabriele un profittatore e un farabutto.
Nella casa avita dei Du Buch, detta Il castello,dove tutti loro hanno il diritto di risiedere, si tramano le più complesse vendette, specie verso Gabriele, che Sinforiano vorrebbe allontanare e anche rovinare, dopo che si è intascato le sue proprietà in modo legittimo. A questo scopo, Sinforiano cerca di far venire da Parigi Alina, la quale dovrebbe smascherare i crimini dell'uomo che in fondo lei stessa ha ricattato fino all'esaurimento e dal quale non potrà avere più nulla.
Resosi conto del piano, avvertito da Matilde, Gabriele reagisce preparando l'uccisione di Alina. Storna l'attenzione di Sinforiano facendo credere, con una telefonata fasulla, che Alina è malata e arriverà tre giorni dopo. Quindi le va incontro alla stazione, la confonde portandola in un luogo isolato, la fa morire e la seppellisce. La notte è tempestosa e Gabriele torna a casa ammalato. Matilde gli presta soccorso e per giorni lo copre, pur intuendo quel che è successo.
Ma ben presto tutti (Sinforiano, la figlia Caterina e Andrea) si rendono conto dell'accaduto e si trovano di fronte a un grave dilemma: che fare di Gabriele, visto che le intenzioni di chiamare Alina non erano pulite e lui ha reagito a una minaccia molto seria? Dal canto suo, Gabriele ha scritto la sua confessione e l'ha portata all'abate. Non appena riceve l'invito di andare alla canonica, l'uomo si avvia lasciando "il castello". Giunge alla porta del religioso in uno stato di semiincoscienza e l'abate lo soccorre e lo fa vegliare anche da una sua parrocchiana.
Epilogo - Sono passati quattro mesi e Gabriele, mai più ripresosi, sta per morire. Egli voleva costituirsi, ma l'abate lo ha convinto a non confessare nulla e lo ha fatto sostenere da un avvocato. Il fermo atteggiamento dell'abate ha impaurito Sinforiano che, con i suoi maneggi, ha le stesse probabilità di essere inquisito, e del resto, Alina risulta scomparsa e nulla più. Intanto Andrea e Caterina si sono riconciliati e compresi. Quando arriva il momento di visitare Gabriele morente, i due vanno insieme alla canonica. E, dopo che Andrea ha assistito al trapasso del padre, i giovani ormai fidanzati, si avviano a una vita migliore.

## Personaggi
- Gabriele Gradère - uomo di circa cinquant'anni. Ex studente di Seminario, ha trascorso la vita in azioni illecite che lo hanno esposto al ricatto. Si considera un criminale. Fin dall'infanzia aveva capito di possedere bellezza e fascino e ne ha sempre abusato nei rapporti con tutti.
- Abate Alano Forcas - giovane di 26 anni. Malvisto dai borghesi del luogo perché tiene presso di sé una sorella (Tota) scappata di casa. Il suo ministero sacerdotale è ostacolato da molti parrocchiani prevenuti e ha un solo chierichetto.
- Adila Du Buch - moglie di Gabriele, più anziana di lui, è morta di spagnola da circa 16 anni. Ha costretto Gabriele al matrimonio perché aveva avuto un figlio da lui, ma l'uomo l'ha trattata con disprezzo e, rimasto vedovo, ha sperperato i molti beni ricevuti in eredità da lei, che lo amava.
- Matilde Du Buch - cugina di Adila e, come lei, erede di un ricco patrimonio. Sono vissute insieme nella casa di famiglia dei Du Buch. Innamorata di Gabriele, non avendolo potuto sposare, alla morte della cugina si è impadronita del figlio di questi e lo ha amato quasi morbosamente.
- Sinforiano Desbats - cugino di Matilde, maggiore di lei di vent'anni, malato. Ha amministrato i beni della moglie ancor prima di sposarla, quindi ha perseguito un piano sistematico: impadronirsi delle terre di Gabriele per unirle alle proprie e far sposare sua figlia con il figlio di Gabriele. Ha spogliato il vizioso Gabriele con facilità, perché questi ha sempre bisogno di molto denaro e non esita a vendere quello che ha.
- Tota - sorella dell'abate Forcas. Ma i parrocchiani non credono a questa parentela, seppure a torto. Il giovane Andrea si è preso una grande infatuazione per la donna e rimane traumatizzato quando lei lascia il paese.
- Alina - prostituta di Parigi, complice e poi ricattatrice di Gabriele. Gli estorce continuamente denaro.
- Andrea - giovane di 22 anni, figlio di Gabriele e Adila, allevato da Matilde, scelto come possibile marito per la figlia di Sinforiano e Matilde. Ragazzo semplice, è divenuto ben presto molto capace nell'amministrare i beni della famiglia, su mandato di Sinforiano. Ama il calcio, è benvoluto da tutti. Ama anche il padre di cui ha sempre sentito dire solo cose brutte ed equivoche.
- Caterina - fanciulla di circa 16 anni, figlia di Matilde e Sinforiano. Assiste il padre e veglia su di lui. Si sente defraudata dell'affetto materno, perché la madre le ha preferito Andrea e i due sono stati complici nell'escluderla. Non vuole sposare Andrea, ma neppure altri.

## Opere derivate
Nel 1937 è stato realizzato il film Les Anges noirs, con Suzy Prim (Catherine), Paul Bernard (Abate Forcas), Henri Rollan (Gabriel Cardère); regia di Willy Rozier.

## Edizioni in italiano
- F. Mauriac, Gli angeli neri, ed. con Quel che era perduto, trad. di Enrico Piceni, ed. Mondadori, Milano 1937;
- F. Mauriac, Gli angeli neri, ed. Mondadori, Milano 1956;
- F. Mauriac, Gli angeli neri, con introduzione di Roberto Cantini, ed. Mondadori, Milano 1973;
- F. Mauriac, Gli angeli neri, con introduzione di Giuliano Vigini, ed. Mondadori, Milano 1992;